# Krzywa ROC
Krzywa ROC (krzywa charakterystyki operacyjnej odbiornika, ang. receiver operating characteristic curve) – wykres ilustrujący działanie klasyfikatora binarnego, czyli algorytmu przewidującego przynależność obiektu do jednej z dwóch klas. Jest ona używana w sytuacjach, gdy klasyfikator nie dostarcza jednoznacznej decyzji tak/nie, ale zwraca wynik na skali porządkowej lub liczbowej (np. w postaci prawdopodobieństwa albo logarytmu szansy). Możliwe jest wówczas dostosowywanie determinujących klasyfikację wartości progowych, nazywanych poziomami odcięcia. 

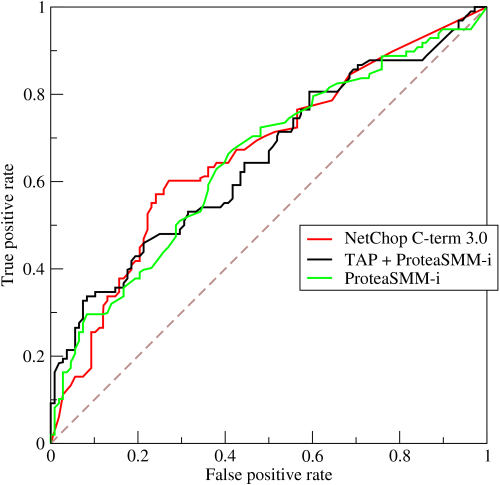
Przykład wykresu prezentującego trzy krzywe ROC

Krzywa ROC to krzywa wykreślona w kwadracie jednostkowym łącząca punkty o współrzędnych wyznaczonych przez czułość i swoistość dla różnych poziomów odcięcia. Wykreślając krzywą ROC, na osi x przedstawia się „1 minus swoistość”, czyli frakcję wyników fałszywie pozytywnych wśród wszystkich obiektów w rzeczywistości negatywnych (ang. false positive rate), zaś na osi y – czułość, czyli frakcję wyników wskazanych jako pozytywne wśród wszystkich obiektów rzeczywiście należących do klasy pozytywnej (ang. true positive rate).  
Popularną miarą siły dyskryminacyjnej klasyfikatora jest AUC (ang. Area Under the Curve), pole pod krzywą ROC. W praktyce bankowych modeli scoringowych stosuje się tzw. statystykę Giniego, równoważną mierze D Somersa, stanowiącą przekszałcenie AUC: {\displaystyle {\text{Gini}}=2{\text{AUC}}-1}. 